# 500 Milhas de Indianápolis de 1998
As 500 Milhas de Indianápolis de 1998 foi a 82ª edição da prova e a terceira prova da temporada. A prova aconteceu no Indianapolis Motor Speedway, e o vencedor foi o piloto estadunidense Eddie Cheever da equipe Cheever.

## Grid de largada
| Fila | Abre a fila       | Meio da fila     | Fecha a fila        |
| ---- | ----------------- | ---------------- | ------------------- |
| 1    | Billy Boat        | Greg Ray         | Kenny Bräck         |
| 2    | Tony Stewart      | Robbie Buhl      | Sam Schmidt         |
| 3    | Scott Sharp       | Davey Hamilton   | Roberto Guerrero    |
| 4    | Scott Goodyear    | Buddy Lazier (W) | Mark Dismore        |
| 5    | J. J. Yeley (R)   | Marco Greco      | Dr. Jack Miller     |
| 6    | John Paul Jr.     | Eddie Cheever    | Buzz Calkins        |
| 7    | Andy Michner (R)  | Jim Guthrie      | Robby Unser (R)     |
| 8    | Jack Hewitt (R)   | Steve Knapp (R)  | Donnie Beechler (R) |
| 9    | Johnny Unser      | Jimmy Kite (R)   | Jeff Ward           |
| 10   | Arie Luyendyk (W) | Stan Wattles (R) | Raul Boesel         |
| 11   | Stéphan Grégoire  | Mike Groff       | Billy Roe           |

### Não conseguiram classificação
- Eliseo Salazar (R & S Cars - #15): bumpeado
- Lyn St. James (Team Pelfrey - #90): baixa velocidade
- Tyce Carlson (PDM Racing - #18)
- Claude Bourbonnais (Blueprint Racing - #27)
- Joe Gosek (Liberty Racing - #29)
- Hideshi Matsuda (Beck Motorsports - #54)
- Scott Harrington (LP Racing/PCI - #66)
- Dan Drinan (Mann Motorsports - #24)
- Paul Durant (Cobb Racing - #23)

## Resultados

### Corrida
| Pos final | Pos inicial | N.º | Nome                | Qual    | Rank | Voltas | Led | Posição        |
| --------- | ----------- | --- | ------------------- | ------- | ---- | ------ | --- | -------------- |
| 1         | 17          | 51  | Eddie Cheever       | 217.334 | 22   | 200    | 76  | Corrida        |
| 2         | 11          | 91  | Buddy Lazier (V)    | 218.287 | 14   | 200    | 20  | Corrida        |
| 3         | 23          | 55  | Steve Knapp (R)     | 216.445 | 31   | 200    | 0   | Corrida        |
| 4         | 8           | 6   | Davey Hamilton      | 219.748 | 8    | 199    | 3   | Corrida        |
| 5         | 21          | 52  | Robby Unser (R)     | 216.533 | 29   | 198    | 0   | Corrida        |
| 6         | 3           | 14  | Kenny Bräck         | 220.982 | 3    | 198    | 23  | Corrida        |
| 7         | 16          | 81  | John Paul Jr.       | 217.351 | 21   | 197    | 39  | Corrida        |
| 8         | 19          | 17  | Andy Michner (R)    | 216.922 | 26   | 197    | 0   | Corrida        |
| 9         | 13          | 44  | J.J. Yeley (R)      | 218.045 | 16   | 197    | 0   | Corrida        |
| 10        | 18          | 12  | Buzz Calkins        | 217.197 | 24   | 195    | 4   | Corrida        |
| 11        | 26          | 7   | Jimmy Kite (R)      | 219.290 | 9    | 195    | 0   | Corrida        |
| 12        | 22          | 18  | Jack Hewitt (R)     | 216.450 | 30   | 195    | 0   | Corrida        |
| 13        | 27          | 35  | Jeff Ward           | 219.086 | 10   | 194    | 0   | Corrida        |
| 14        | 14          | 16  | Marco Greco         | 217.953 | 17   | 183    | 0   | Motor          |
| 15        | 32          | 10  | Mike Groff          | 216.704 | 27   | 183    | 0   | Corrida        |
| 16        | 7           | 8   | Scott Sharp         | 219.911 | 7    | 181    | 0   | Caixa de Velo. |
| 17        | 31          | 77  | Stéphan Grégoire    | 217.036 | 25   | 172    | 0   | Corrida        |
| 18        | 2           | 97  | Greg Ray            | 221.125 | 2    | 167    | 18  | Caixa de Velo. |
| 19        | 30          | 30  | Raul Boesel         | 217.303 | 23   | 164    | 0   | Corrida        |
| 20        | 28          | 5   | Arie Luyendyk (V)   | 218.935 | 11   | 151    | 4   | Caixa de Velo. |
| 21        | 15          | 40  | Dr. Jack Miller     | 217.800 | 19   | 128    | 0   | Corrida        |
| 22        | 9           | 21  | Roberto Guerrero    | 218.900 | 12   | 125    | 0   | Corrida        |
| 23        | 1           | 11  | Billy Boat          | 223.503 | 1    | 111    | 12  | Drive Line     |
| 24        | 10          | 4   | Scott Goodyear      | 218.357 | 13   | 100    | 0   |                |
| 25        | 25          | 9   | Johnny Unser        | 216.316 | 33   | 98     | 0   | Motor          |
| 26        | 6           | 99  | Sam Schmidt         | 219.981 | 6    | 48     | 0   | Accident       |
| 27        | 12          | 28  | Mark Dismore        | 218.096 | 15   | 48     | 0   | Accident       |
| 28        | 29          | 19  | Stan Wattles (R)    | 217.477 | 20   | 48     | 0   | Accident       |
| 29        | 20          | 53  | Jim Guthrie         | 216.604 | 28   | 48     | 0   | Accident       |
| 30        | 33          | 33  | Billy Roe           | 217.834 | 18   | 48     | 0   | Accident       |
| 31        | 5           | 3   | Robbie Buhl         | 220.236 | 5    | 44     | 0   | Motor          |
| 32        | 24          | 98  | Donnie Beechler (R) | 216.357 | 32   | 34     | 0   | Motor          |
| 33        | 4           | 1   | Tony Stewart        | 220.386 | 4    | 22     | 1   | Motor          |

(V) - vencedor do Indianapolis 500; (R) - Rookie Candidate

## Galeria de imagens

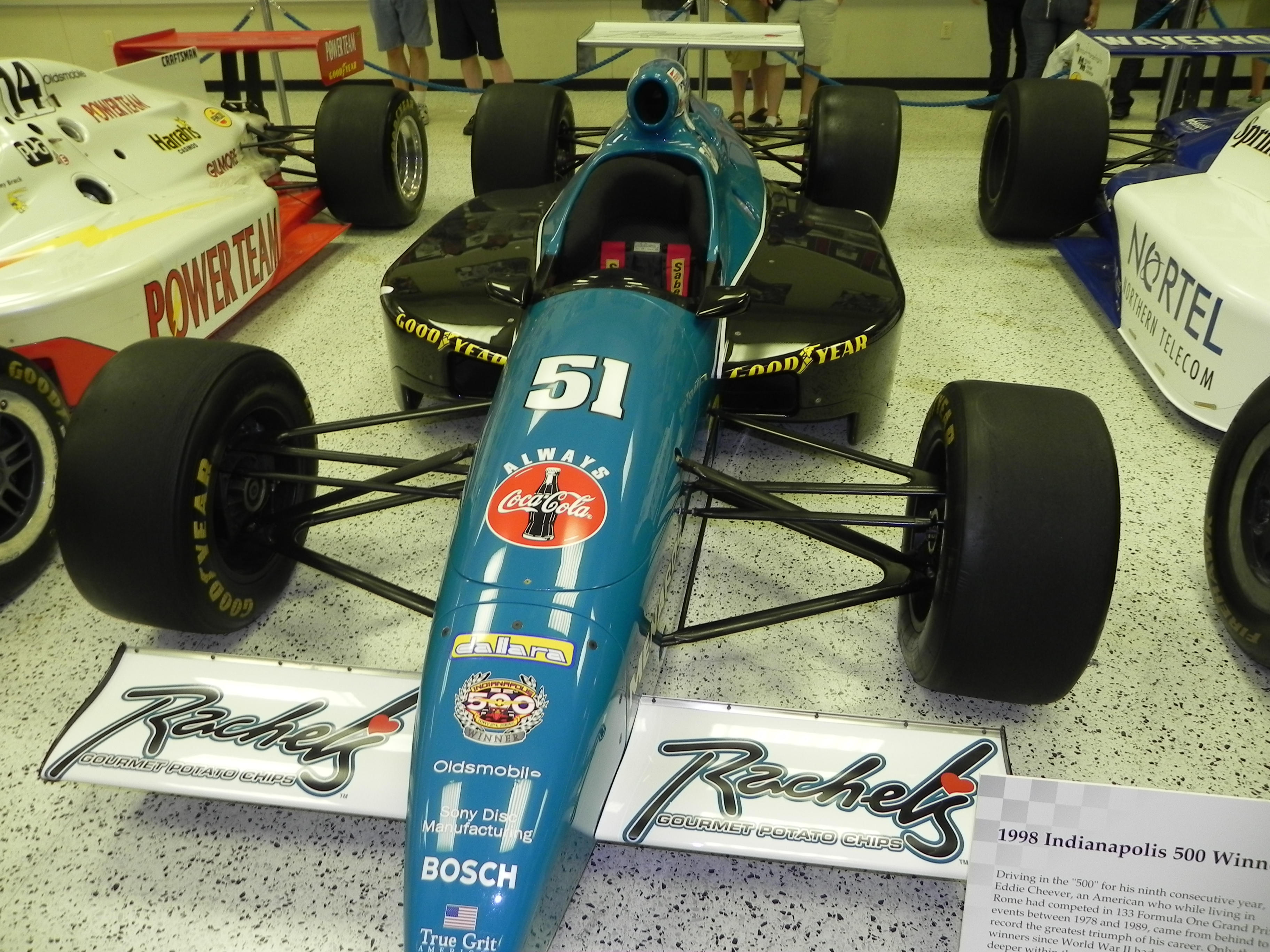
Carro guiado por Eddie Cheever na Indy 500 de 1998, vencida por ele.